# Lliga Patriòtica per al Desenvolupament
La Lliga Patriòtica per al Desenvolupament (Francès: Ligue patriotique pour le développement, LIPAD) era un front obert de masses del Partit Africà per a la Independència (PAI) de Burkina Faso. La LIPAD es va Fundar al setembre del 1973. La LIPAD era liderada per Arba Diallo. Els militants de la LIPAD generalment s'anomenaven lipadistes.
La LIPAD tenia la seva influència principal en el moviment sindicalista. El secretari general de la Confederació Sindical Voltaica (CSV), Soumane Touré, també era el cap de la secció de la LIPAD a Ouagadougou.
La LIPAD va optar per la 'Revolució Popular d'Alliberament Nacional' (RPLN). Inicialment la LIPAD oferia suport vital a la revolució de Thomas Sankara. Al maig 1983 estudiants pro-LIPAD van dirigir manifestacions massives demanant el seu alliberament. Però quan Sankara va optar per la 'Revolució Popular i Democràtica' promoguda per la ULC LIPAD l'hi van retirar el seu suport. L'URSS va jugar un important rol en provocar la marxa del govern de Sankara.
Des del 3 d'agost del 1983 fins a l'agost del 1984 la LIPAD va retenir cinc ministeris. Arba Diallo era Ministre d'Afers Estrangers, Philippe Ouédraogo Ministre d'Equipament i Telecommunicacions i Adama Touré Ministre d'Informació. Després de l'escissió del 1984 (generalment anomenada la clarification) Diallo i Touré van ser engarjolats. Diallo va ser alliberat el 1985 i Touré el 1986. Però fins i tot després de la clarification els lipadistes van continuar retinguent algunes posicions importants. Michael Tapsoba va ser nomenat Ministre de l'Aigua en el nou govern. Ouédraogo va ser nomenat cap d'enginyers de mineria.